# Odynerus stevensonianus
Odynerus stevensonianus är en stekelart som beskrevs av Giordani Soika. Odynerus stevensonianus ingår i släktet lergetingar, och familjen Eumenidae. Inga underarter finns listade i Catalogue of Life.